# Citrobacter freundii
Espèce
Citrobacter freundii est une espèce de bactéries à Gram négatif anaérobies facultatives de la famille des Enterobacteriaceae. 
Ces bactéries sont en forme de tige, d'une longueur typique de 1 à 5 µm.

## Liste des non-classés
Selon NCBI (24 novembre 2021) :
- non-classé Citrobacter freundii 47N
- non-classé Citrobacter freundii 4_7_47CFAA
- non-classé Citrobacter freundii 5-172-05_S1_C1 Escherichia coli 5-172-05_S1_C1
- non-classé Citrobacter freundii ADS47
- non-classé Citrobacter freundii ATCC 8090 = MTCC 1658 = NBRC 12681
- non-classé Citrobacter freundii CF74
- non-classé Citrobacter freundii CFNIH1
- non-classé Citrobacter freundii GTC 09479
- non-classé Citrobacter freundii GTC 09629
- non-classé Citrobacter freundii IFO 13545
- non-classé Citrobacter freundii MGH 56
- non-classé Citrobacter freundii Pi_15
- non-classé Citrobacter freundii RLS1
- non-classé Citrobacter freundii SBS 197
- non-classé Citrobacter freundii UCI 31
- non-classé Citrobacter freundii UCI 32
- non-classé Citrobacter freundii str. ballerup 7851/39
- non-classé Citrobacter freundii str. harit D11